# Резолюция 187 на Съвета за сигурност на ООН
Резолюция 187 на Съвета за сигурност на ООН е приета единодушно на 13 март 1964 г. по повод Кипърския въпрос. След като изслушва изявленията на представителите на Република Кипър, Гърция и Турция, Съветът за сигурност изразява чрез Резолюция 187 притесненията си от последните събития в Кипър и потвърждава постановленията на своята Резолюция 186. Вземайки под внимание прогреса в създаването на мироопазващи сили на ООН в Кипър, за който съобщава генералният секретар, както и уверенията на последния, че части от тези мироопазващи сили, чието създаване е препоръчано в Резолюция 186, вече са разположени в Кипър, Съветът за сигурност поддържа своя призив към всички държави членки на ООН да се въздържат от действия, които биха влошили обстановката в Република Кипър. Резолюцията предлага на генералния секретар да положи усилия за ускорено изпълнение на Резолюция 186, а останалите държави членки на ООН да му съдействат за изпълнението на тази цел.